# Liste der Monuments historiques in Plouigneau
Die Liste der Monuments historiques in Plouigneau führt die Monuments historiques in der französischen Gemeinde Plouigneau auf.

## Liste der Bauwerke
| Bezeichnung                | Beschreibung                                                    | Standort | Kennzeichnung | Schutzstatus | Datum | Bild           |
| -------------------------- | --------------------------------------------------------------- | -------- | ------------- | ------------ | ----- | -------------- |
| Stèle von Croas ar Peulven | auch Borne milliaire de Quillidien (Meilenstein von Quillidien) | (Lage)   | PA00090254    | Inscrit      | 1956  | weitere Bilder |
| Menhir von Creac’h Edern   |                                                                 | (Lage)   | PA00090255    | Inscrit      | 1955  | weitere Bilder |

## Liste der Objekte
- Monuments historiques (Objekte) in Plouigneau in der Base Palissy des französischen Kultusministerium